# ماركو هولز
ماركو هولز (بالألمانية: Marco Holz)‏ هو لاعب كرة قدم ألماني في مركز ظهير ‏، ولد في 31 يناير 1990 في دغندورف في ألمانيا. لعب مع إنيرجي كوتبوس.

## وصلات خارجية
- ماركو هولز على موقع قاعدة بيانات كرة القدم.إي يو (الإنجليزية)
- ماركو هولز على موقع بيانات كرة القدم. دي إي (الألمانية)
- ماركو هولز على موقع Soccerway.com (الإنجليزية)
- ماركو هولز على موقع عالم كرة القدم.نت (الإنجليزية)